# Kunsthaus Zürich
La Kunsthaus Zürich és una galeria d'art de la ciutat suïssa de Zúric. Conserva algunes de les col·leccions d'art més destacades de Suïssa, compilades durant els anys per una associació anomenada Zürcher Kunstgesellschaft. La col·lecció va des de l'Edat Mitjana fins a l'art contemporani, amb una especial atenció a l'art suís. L'edifici del museu fou dissenyat per Karl Moser i Robert Curjel i va obrir les portes el 1910. Els baixos relleus de la façana són obra d'Oskar Kiefer. L'edifici fou ampliat en 1925, 1958, 1976 i en 2020, per David Chipperfield.
Entre les seves obres més destacades, cal mencionar les d'Edvard Munch, Jacques Lipchitz i Alberto Giacometti. Entre els artistes suïssos destaquen Johann Heinrich Füssli, Ferdinand Hodler, Pipilotti Rist i Peter Fischli.

## Galeria

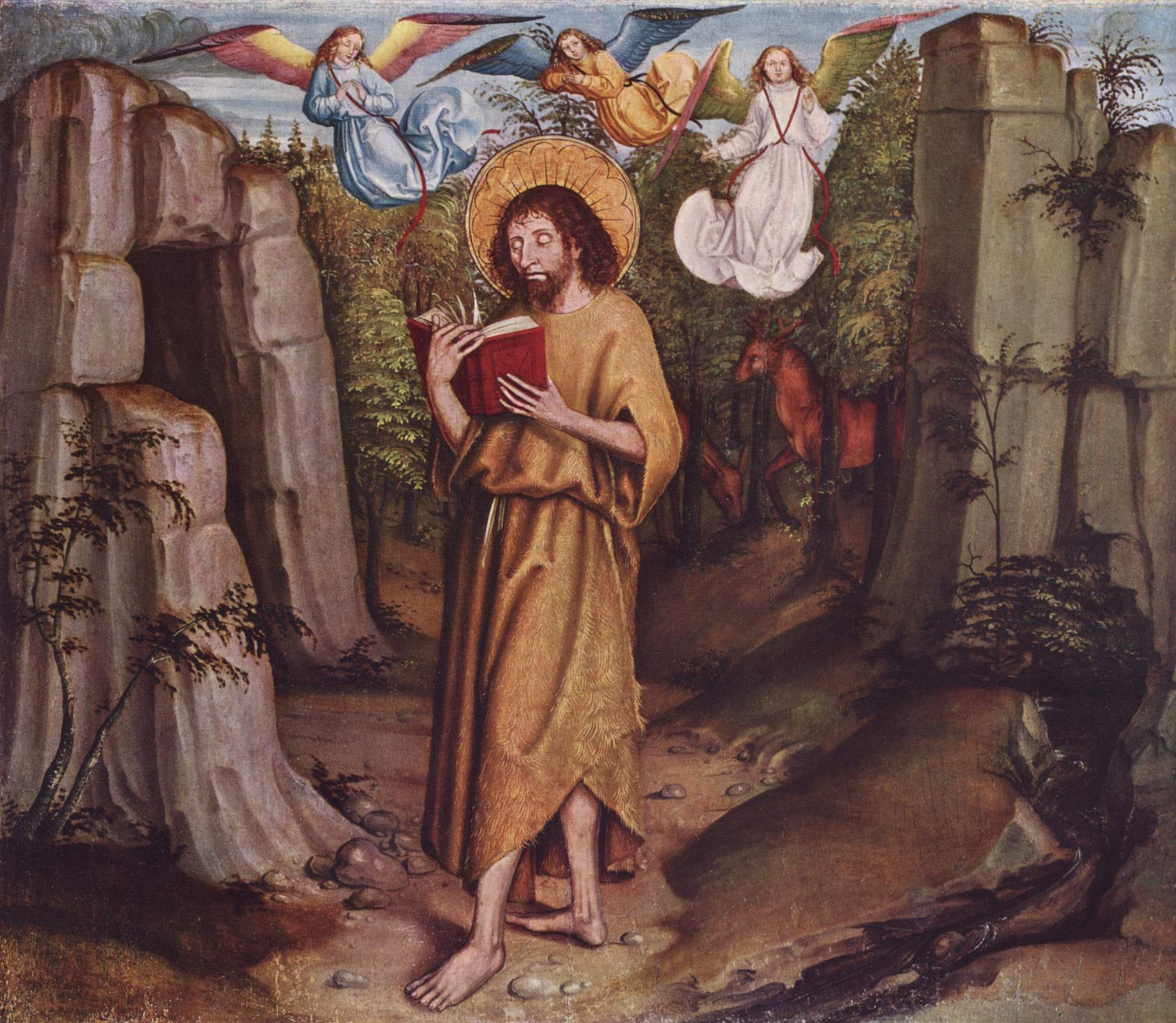
Berner Nelkenmeister: Johannes der Täufer in der Wüste
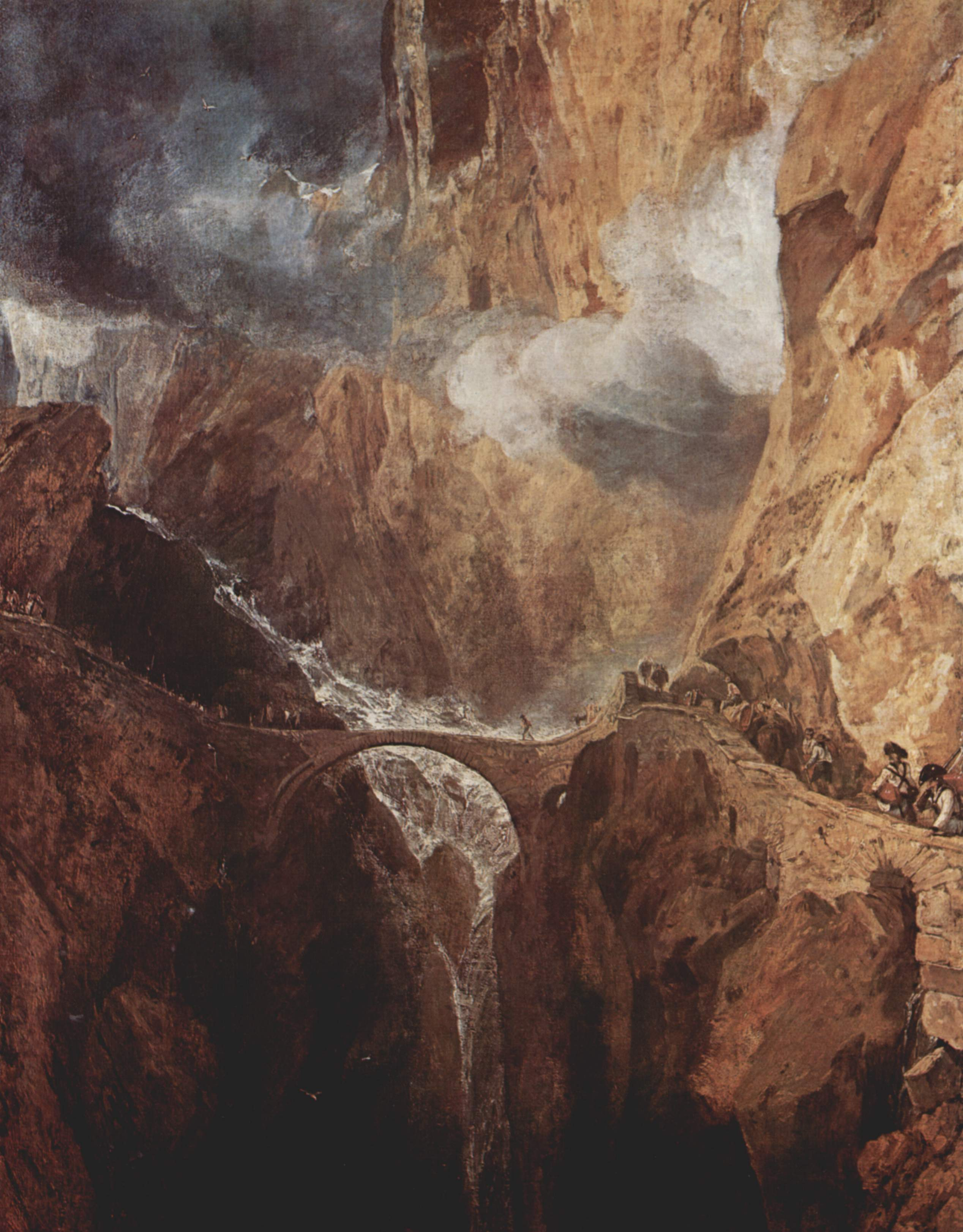
J. M. William Turner: Die Teufelsbrücke St. Gotthard
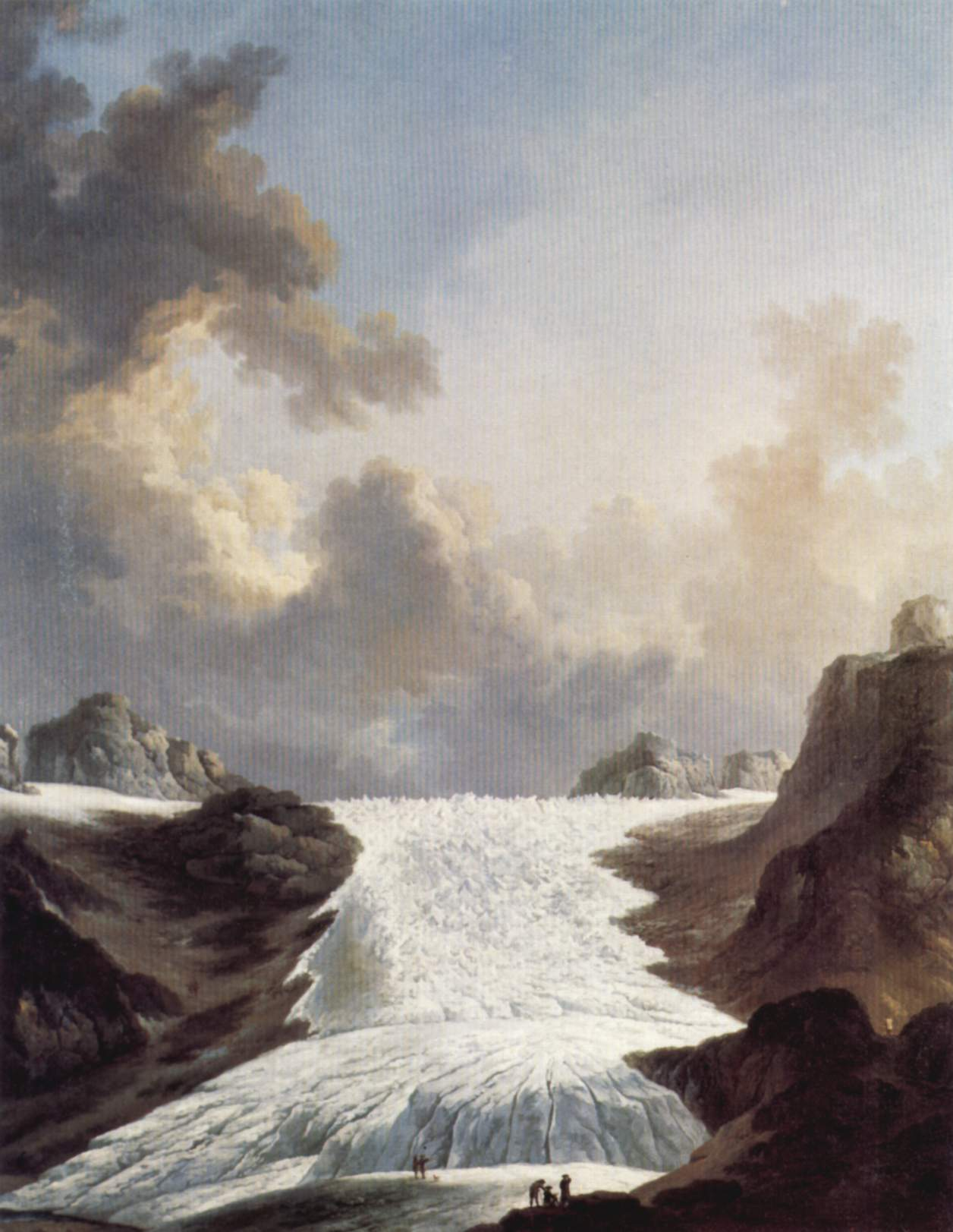
Johann Heinrich Wüest: Der Rhonegletscher
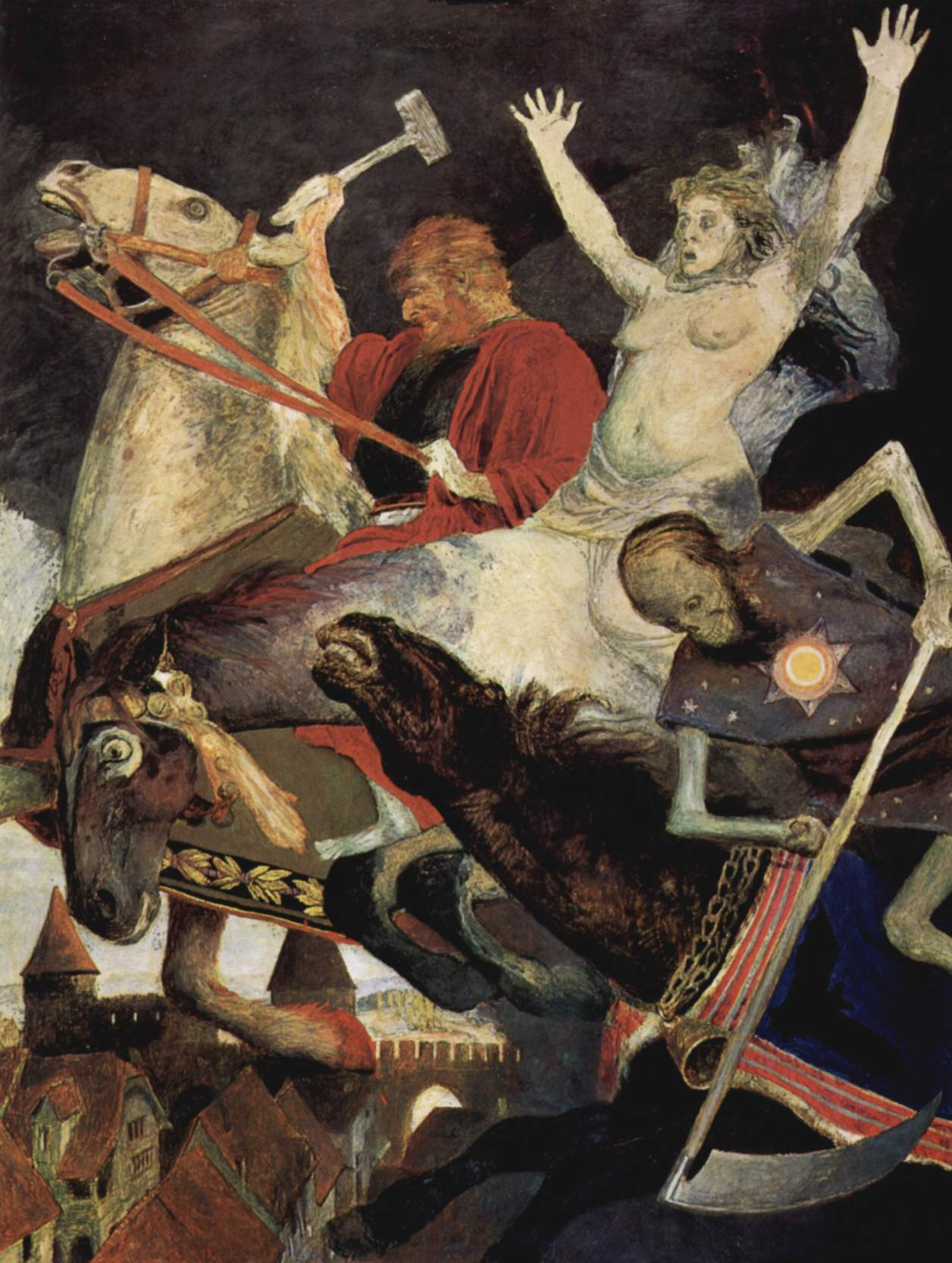
Arnold Böcklin: Der Krieg
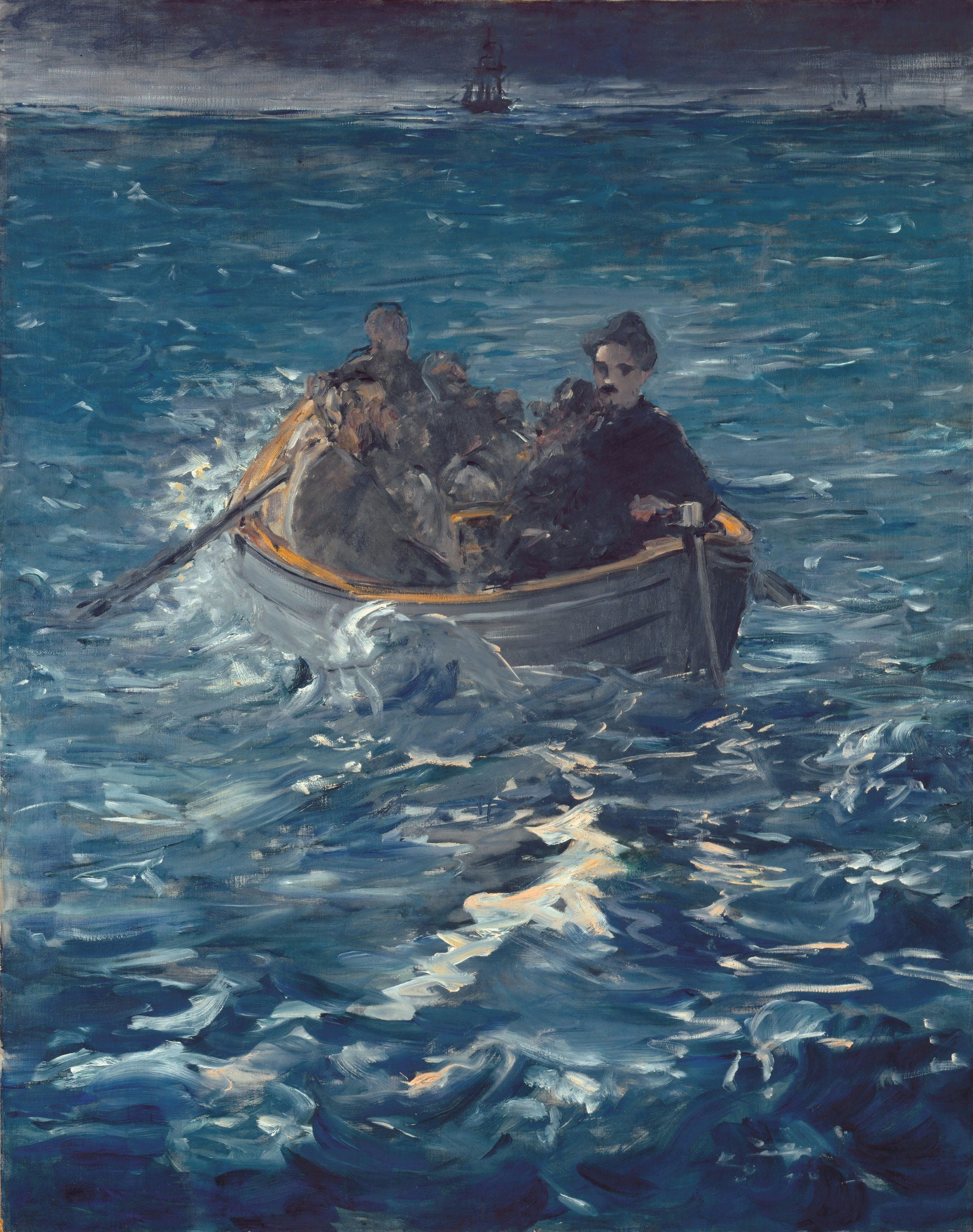
Édouard Manet: Die Flucht des Rochefort
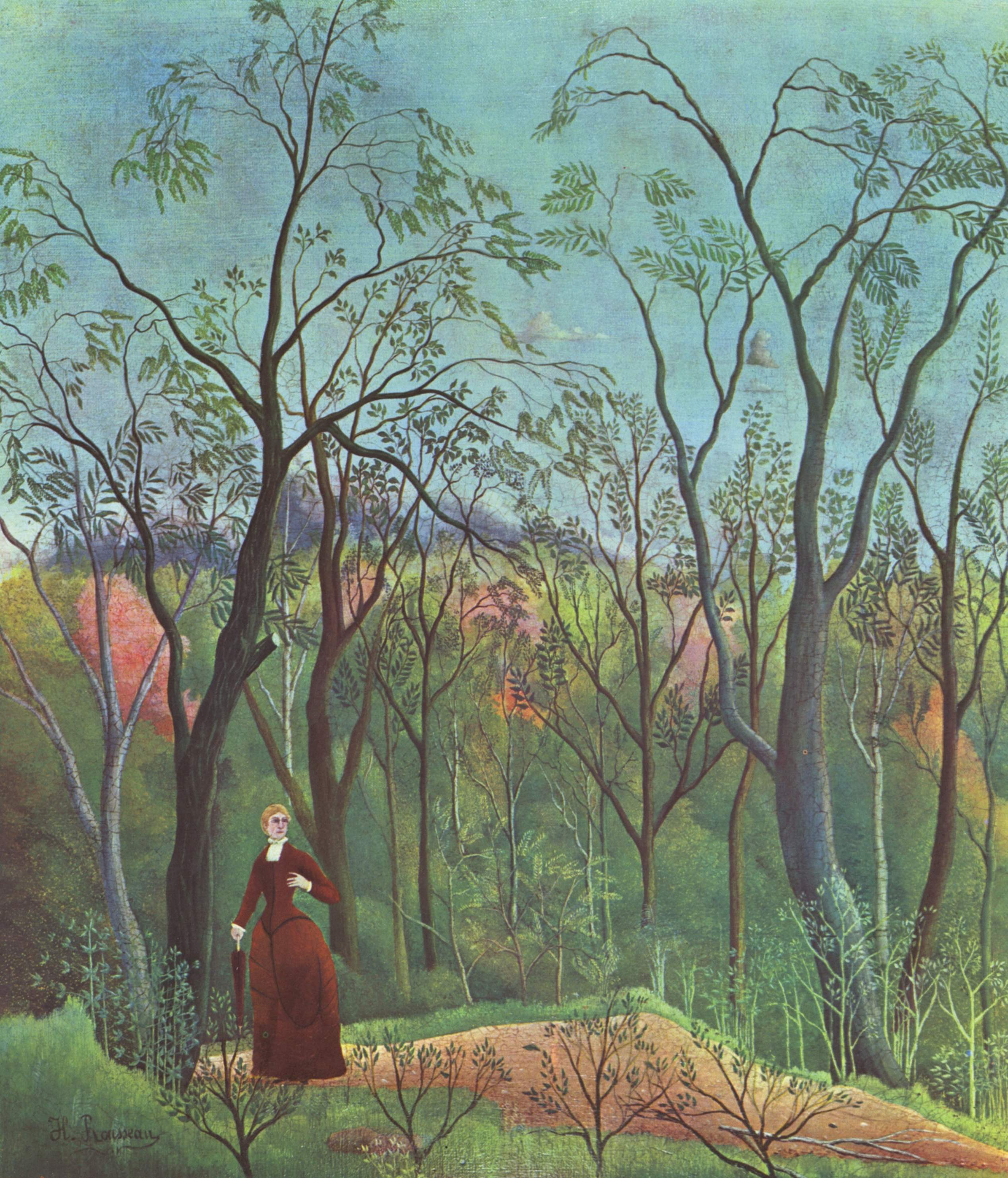
Henri Rousseau: Am Waldrand
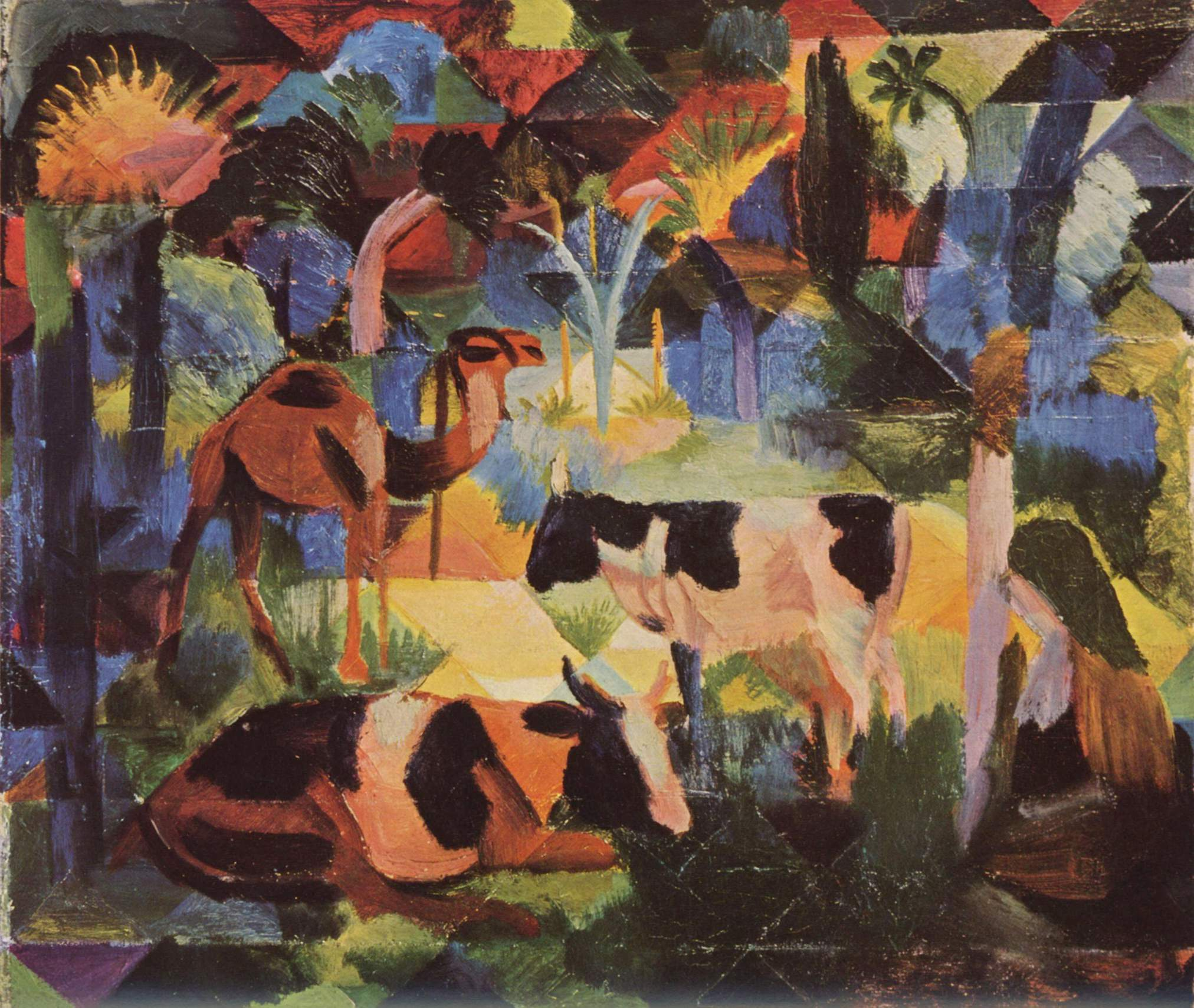
August Macke: Landschaft mit Kühen und Kamel
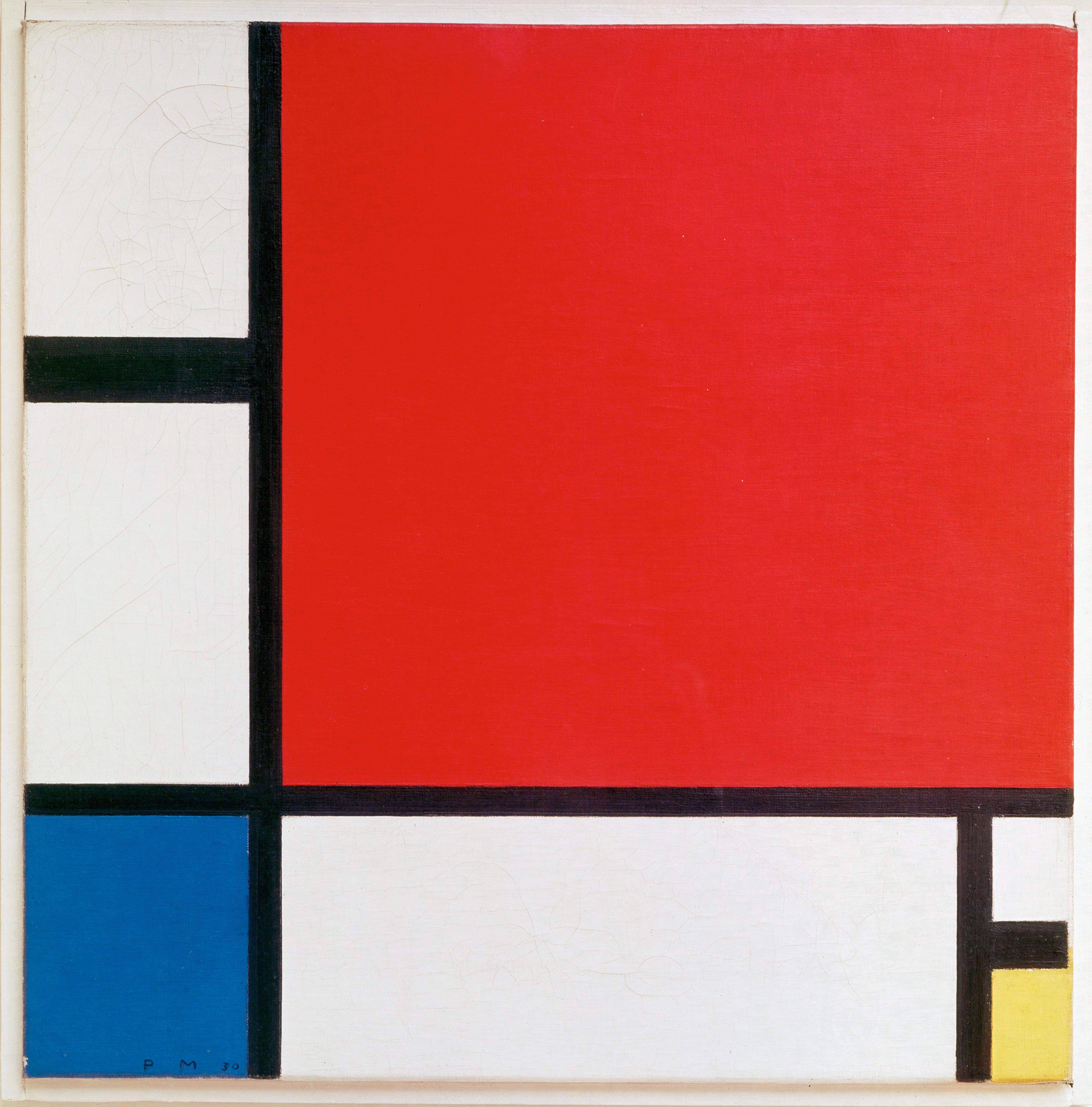
Piet Mondrian: Composició II, en vermell, blau i groc